# Stonyhurst College

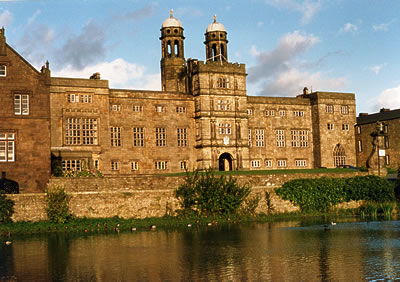
Stonyhurst College

Stonyhurst College in Lancashire is een rooms-katholieke lagere en middelbare Engelse school, die de traditie van de opvoeding volgt van de jezuïeten.

## Geschiedenis
Het college werd gesticht in 1593 door de jezuïet Robert Persons. Vanwege het verbod de katholieke godsdienst te belijden in het anglicaanse Engeland, werd de school gesticht in Saint-Omer in de Spaanse Nederlanden. Nadat dit door de Fransen was veroverd, kregen de jezuïeten het in de tweede helft van de achttiende eeuw  lastig. In 1762 verhuisde het college naar Brugge, waar het een 'klein college' organiseerde aan de Spiegelrei en een 'groot college' in het Huis De Zeven Torens, in de Hoogstraat. 

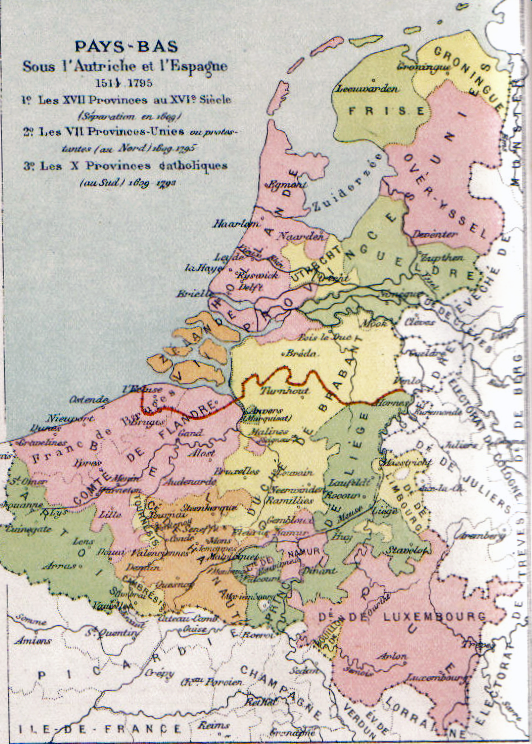
De Spaanse Nederlanden in 1590

Hieraan kwam een einde toen in 1773 de jezuïetenorde werd afgeschaft. De leden van de afgeschafte orde en hun leerlingen lieten zich niet ontmoedigen en verhuisden naar het prinsbisdom Luik, waar van Velbrück hen gastvrij ontving in het Luiks college van Engelse Jezuïeten.
Dit eindigde door de Franse overheersing vanaf 1794. Leraars en twaalf leerlingen vertrokken naar Engeland, waar het inmiddels mogelijk was een rooms-katholiek college te organiseren. In Engeland aangekomen kon het college weer zijn poorten openen, dankzij zijn oud-leerling Thomas Weld of Lulworth, die een kasteel met omringende gronden schonk in Stonyhurst. In 1803 werden de jezuïeten weer als religieuze groep erkend, ook in Engeland.
Onder de oud-leerlingen telde men:
- drie heiligen:
- twaalf gelukzaligen:
- zeven aartsbisschoppen:
- een president van Peru: Eduardo López de Romaña;
- een president van Bolivia: Jose Gutierrez Guerra;
- een eerste minister van Nieuw-Zeeland: Frederick Weld;
- een ondertekenaar van de Amerikaanse Onafhankelijkheidsverklaring: Charless Carroll of Carrollton;
- een aantal politici, schrijvers, acteurs en sportlui, onder wie Arthur Conan Doyle, Charles Laughton en Vernon Walters.

Het werd weldra de belangrijkste katholieke middelbare school van jezuïtische traditie in het Verenigd Koninkrijk. Door de sluiting of het afstoten van andere jezuïetenscholen bleef uiteindelijk alleen nog Stonyhurst over.